# تغرماتين (آيت بنموسى)
تغرماتين هو دُوَّار يقع بجماعة سرغينة، إقليم بولمان، جهة فاس مكناس في المملكة المغربية. ينتمي الدوّار لمشيخة آيت بنموسى التي تضم 3 دواوير. يقدر عدد سكانه بـ 317 نسمة حسب الإحصاء الرسمي للسكان والسكنى لسنة 2004.

## روابط خارجية
- البوابة الوطنية للجماعات الترابية نسخة محفوظة 12 مارس 2018 على موقع واي باك مشين.
- المندوبية السامية للتخطيط